# Јохан Гутенберг
Јохан Гутенберг (Јоханес Генсфлајш цур Ладен зум Гутенберг, право презиме: Генсфлајш; око 1400, Мајнц — 3. фебруар 1468), сматра се проналазачем технике штампања покретним словима у Европи. О његовом животу и раду постоје само фрагментарни и делом несигурни подаци. То се односи и на годину његовог рођења, па се у литератури обично наводи „око године 1400.”.
Гутенберг је заслужан за проналазак европског штампарства покретним словима, употребу ручне справе за ливење слова и умножавање неограниченог броја примерака. Он је искористио ливена слова, али је још важније то што је конструисао штампарску пресу којом се могло штампати уједначено и са обе стране табака папира или пергамента. Такође је први применио и штампарски прелом. Његово увођење механичког покретног типа штампања у Европу започело је револуцију штампарства и сматра се прекретницом другог миленијума, чиме је започео модерни период људске историје. То је одиграло кључну улогу у развоју ренесансе, реформације, просветитељства, и научне револуције и положило је материјалну основу за модерну економију базирану на знању и ширење учености у масе.
Гутенберг је 1439. био први Европљанин који је користио покретна слова. Међу његовим многобројним доприносима штампарству су: изум процеса за масовну продукцију покретних слова; употреба мастила базираног на уљу за штампање књига; подесиви калупи; механичка покретна слова; и употреба дрвене штампарске пресе сличне пољопривредним вијчаним пресама тог периода. Његов истински епохални изум је био комбинација тих елемената у практични систем који је омогућио масовну продукцију штампаних књига и који је био економски одржив за штампаче и читаоце. Гутенбергов метод прављења слова се традиционално сматра да је обухватао легуру за прављење слова и ручне калупе за изливање слова. Легура се састојала од олова, калаја и антимона који су се топили на релативно ниској температури ради бржег и економичнијег изливања, добрих одливака, те креирања постојаних слова.
У ренесансној Европи, приспеће штампања механичким покретним словима је увело еру масовне комуникације која је перманентно променила структуру друштва. Релативно неограничена циркулација информација — укључујући револуционарне идеје — прекорачивала је границе, захватајући масе у реформацији и претила је моћи политичких и религиозних власти; нагло повећање писмености сломило је монопол писмене елите на образовање и учење, и подстакло је настајање средње класе. Широм Европе, повећање културне самосвести људи довело је до пораста прото-национализма, убрзано цветањем Европских говорних језика на уштрб статуса латинског као лингва франка. У 19. веку, замена Гутенбергових преса на ручни погон ротационим пресама на парни погон омогућила је штампање у индустријским размерама. Западни стил штампања је прихваћен широм света, постајући практично једини медијум за модерно штампање у великим количинама.
Употреба покретних слова је била значајно побољшање у односу на руком писане манускрипте, који су били постојећи метод производње књига у Европи, и револуционисало је израду књига. Гутенбергова штампарска технологија брзо се раширила по Европи и касније широм света.
Његов главни рад, Гутенбергова Библија (такође позната као Библија са 42 линије), била је цењена због свог високог техничког (и естетског) квалитета.

## Порекло
Јохан Гутенберг је рођен око 1400. године као син племића и трговца Фриле Генсфлајша у Мајнцу, где и умире 3. фебруара 1468. године. Тачан датум његовог рођења није познат па је Гутенбергово удружење, да би 1900. године славило његову 500. годишњицу рођења, „прогласило“ 1400-ту као ту годину.
Џон Линхард, историчар технологије, је писао „Највећи део Гутенберговог раног живота је мистерија. Његов отац је радио са еклисиолошким кованицама. Гутенберг је одрастао познавајући златарски занат.” То подржава и историчар Хајнрих Валау, који додаје, „У 14. и 15. веку његови [преци] су имали наследни положај као ... одржаваоци домаћинства мајстора архиепископалне ковнице. У том својству су без сумње стекли знатно знање и техничку вештину у обради метала. Они су опскрбљивали ковницу металом за ковање, мењали разне типове кованица, и учествовали у вештачењу случајева фалсификовања.”
Презиме Гутенберг потиче од имена имања коју су насељавали његов отац и преци по очевој страни zu Gutenberg (Гутенбергов посед). Породица Генсфлајш једна је од аристократских породица у Мајнцу о којој први писани подаци датирају из 13. века. Аристократске породице су, према тадашњем обичају, често добијале имена према кућама које су поседовали. Име zu Gutenberg први пут је забележено око 1427. године.

## Младост
Постоје наводи да је Гутенберг одрастао учећи златарски занат који се вероватно у његовој породици преносио наследним положајем мајстора надбискупске ковачнице. Током генерација стекли су завидно знање и вештину у обради метала. Набављали су метал за ковање, мењали различите врсте кованица, и имали важну улогу на суду у случајевима фалсификовања.
Године 1411. у Мајнцу је дошло до побуне против аристократа, и више од стотину породица било је присиљено да напусти своје домове. Претпоставља се да се Гутенбергова породица тада преселила у Елтвиле на Рајни (Eltville am Rhein), где је његова мајка наследила имање. Према другим историчарима - све што се зна о младости Гутенберга је да до 1430. године није био у Мајнцу.
Претпоставља се такође и да је студирао на Универзитету у Ерфурту, где постоји запис из 1418. године о упису студента под именом Јоханнес де Алтавила (Johannes de Alta Villa- Alta Villa је латински назив за Елтвиле на Рајни). Следећих петнаест година о Гутенберговом животу не зна се ништа.

## Штампарска машина
Између 1434. и 1444. одлази у Стразбур (претпоставља се из политичких разлога) где живи, према неким изворима, све до 1448. бавећи се разним пословима, између осталих израдом накита, брушењем драгога камења и израдом огледала. У то време је експериментисао на типографији. Према неким сачуваним изворима, Гутенберг је већ 1436. имао прототип штампарске машине на којој је вршио прве експерименте.

### Прва штампарија
Од јесени 1448. поново је у Мајнцу, где од рођака посуђује новац за отварање штампарије. Како му то није било довољно од адвоката Јохана Фуста (Johannes Füst) узима зајам за финансирање овог подухвата. У уговору који су том приликом направили тај подухват назива се вештачко писање. Коначно је 1452. године успео да отвори своју штампарску радионицу, где примењује нову технологију штампе књига.

„Све што ми је написано о том чудесном човеку виђеном у Франкфурту  [sic] је истина. Ја нисам видео комплетне Библије него само неколико арака разних књига из Библије. Писмо је било врло уредно и читљиво, уопште није тешко пратити — ваша милост би могла прочитати без напора, и без наочара.”

Будући папа Пије II у писму кардиналу Карвахалу, марта 1455.

### Прве књиге
За три године одштампао је Библију на латинском језику. Штампана је у две свеске на 641 листу, односно 1282 стране (прва свеска 324 а друга 317 листова). Свака страница има два ступца од по 21 реда, због чега се најчешће назива Библија у 42 реда. Имитирајући ливеним словима ондашњи готички красопис, с лигатурама и скраћеницама, Гутенберг је за ово издање употребио 290 различитих знакова. Јохан Гутенберг је ово ремек дело штампарства завршио у Мајнцу, јула 1456. године. Књиге су одштампане у укупном тиражу од 185 примерака - 150 на папиру и 35 на пергаменту. До данас је сачувано 44 примерка (12 на пергаменту и 32 на папиру). Свега 18 примерака је потпуно.
Друга значајна књига коју је Гутенберг одштампао 1454. године је тзв. Турски календар (прави наслов књиге јеОпомена хришћанском свету против Турака). Календар је изашао само годину дана после освајања Цариграда и пропасти Византијског царства. Састоји се од 13 песама - уводне и по једне за сваки месец. У календару је упућен и апел словенским народима да се одупру продору Турака у Европу. У песми за март помињу се Дубровчани, Далматинци, Хрвати и Словенци, за април Чеси и Пољаци, а у песми за децембар Срби.

### Разлаз са Фустом
Исте године када је довршена Библија Фуст је утужио Гутенберга због дуга. Исход парнице није документован, али је готово сигурно да је Гутенберг изгубио штампарију, јер Фуст већ две године касније, 1457. године објављује елегантно издање Мајнцшког псалтира (Psalterium Moguntinum), на којем су као штампари потписани Фуст и његов зет Петер Шефер, без Гутенберга. Ова књига је значајна и због тога што је прва књига која садржи датум, место и имена штампара и ма први штампарски знак - грб штампарије.

## Касне године
О даљем Гутенберговом штампарском раду не зна се ништа поуздано. Верује се да је, уз помоћ свог адвоката, основао другу штампарију. Приписују му се, између осталих и издања Missale speciale, Mainzer Catholicon и последња књига коју је одштампао, Латинска граматика са речником, објављена 1460. године.
У Бамбергу 1457. године из штампе излази Библија у 36 редова. Књигу је у потпуности завршио Гутенбергов помоћник Албрехт Пфистер (Albrecht Pfister), који је основао своју штампарију и штампао књиге Гутенберговим словима.
Посљедње три године живота провео је на двору кнеза изборника, надбискупа Адолфа Насаускога у Мајнцу, живећи од ренте коју је уживао као члан кнежеве дворске свите.
Не постоје Гутенбергове аутентичне слике и не зна се како је изгледао. Године 1567. појављује се први портрет Гутенберга, за који се претпоставља да је реконструкција из маште. Објављен је у биографији познатих Немаца Хајнриха Панталеона (Heinrich Pantaleon). Све слике, портрети и бисте које широм света представљају његов лик плод су маште односно првих замишљених реконструкција његовог лика.

## Гутенберг у историји цивилизације
Гутенбергов изум штампе покретним словима је епохално, револуционарно и далекосежно откриће у историји културе. Овај јединствени изум је допринео да књига у само 40 наредних година преплави целу Европу. Штампа је укинула монопол на писменост и знање и учинила књигу доступном далеко ширем кругу читалаца. Слушаоци „читања наглас“ се претварају у читаоце „у себи“ и ослобођени званичних тумачења слободно размишљају о садржају. Тиме остварују непосредну комуникацију са идејама аутора и књига постаје нови медијум масовног комуницирања.
У Мајнцу се налази Гутенбергов музеј, основан 1900. године на петстоту годишњицу његовог рођења, посвећен историји штампарства. Такође у Мајнцу налази се и Универзитет Јохана Гутенберга. У Немачкој су подигнуте и бројне статуе Јохана Гутенберга, а најпознатија је она у Мајнцу, аутора Бертела Торвалдсена (1837).
Гутенбергу у част назван је и Пројекат Гутенберг, започет 1971. године са циљем да се све књиге које су у јавном власништву пребаце у електронски облик како би се сачувале за будућност и постале свима доступне преко интернета.